# Albero di Garibaldi
L'albero di Garibaldi è un grande platano comune sito in via Brasile a Messina. È il superstite dell'ottocentesca Villa Laudamo, distrutta dopo il sisma del 1908.
Per comprendere il motivo di questa denominazione, bisogna tornare indietro nel tempo, al 6 agosto 1860, quando Garibaldi, dal balcone della Filanda Eaton a Porto Salvo, pronunciò un discorso di commiato rivolto ai messinesi. “Accettate, generosi, la destra – disse Garibaldi – che non ha mai servito un tiranno, ma che si è incallita al servizio del popolo… A voi chiedo di fare l’Italia, senza l’eccidio dei suoi figli, e con voi di servirla, o di morire per essa.” Finito il discorso, il Generale si recò alla vicina Villa Laudamo.